# الحفيدة الأميركية
الحفيدة الأميركية رواية للروائية العراقية إنعام كجه جي. صدرت الرواية لأوّل مرة عام 2008 عن دار الجديد في بيروت. ودخلت في القائمة النهائية «القصيرة» للجائزة العالمية للرواية العربية لعام 2009، المعروفة باسم «جائزة بوكر العربية».

## حول الرواية
تروي الكاتبة العراقية «إنعام كجه جي» في هذه الرواية حكاية العراق بعد الاحتلال الأمريكي، ومآلاته على الوجود العراقي برمته. والروائية من خلال شخصية البطلة ومشاعرها المتناقضة – وهي فتاة أميركية عراقية الأصل، عائدة إلى وطنها مترجمة ضمن صفوف الجيش الأميركي، تسرد مأساة العراق ومصيره الأسود.